# 127. pehotni polk (Italija)
127. pehotni polk Firenze (izvirno italijansko 127º Reggimento fanteria) je bil pehotni polk Kraljeve italijanske kopenske vojske.

## Zgodovina
Med prvo svetovno vojno je bil polk nastanjen na soški fronti in med drugo svetovno vojno v Francoskih Alpah, Jugoslaviji in Albaniji.